# MacOS Tahoe
macOS Tahoe (versió 26) és la vint-i-dosa versió important del sistema operatiu macOS d'Apple. El successor de macOS Sequoia (macOS 15), es va anunciar per primera vegada a la WWDC 2025 el 9 de juny de 2025, i la seva primera versió beta per a desenvolupadors es va publicar el mateix dia. D'acord amb la pràctica d'Apple de nomenar les versions de macOS en honor a punts d'interès de Califòrnia, porta el nom de Tahoe, un llac situat a la frontera entre Califòrnia i Nevada.
Tahoe serà l'última versió de macOS compatible amb Mac amb processadors Intel, amb un suport encara més limitat a models seleccionats d'iMac, MacBook Pro i Mac Pro ; totes les versions futures només seran compatibles amb Apple Silicon.

## Desenvolupament
macOS Tahoe va ser anunciat pel vicepresident sènior (SVP) d'enginyeria de programari d'Apple, Craig Federighi, a la Conferència Mundial de Desenvolupadors (WWDC) el 9 de juny de 2025. La primera versió beta per a desenvolupadors es va publicar el mateix dia.
Durant la WWDC, Apple va anunciar que els números de versió dels seus sistemes operatius ara s'unificarien i es basarien en l'any següent al del seu llançament (de manera similar als anys de model dels vehicles), avançant-los tots a la versió 26. Federighi va declarar que les versions de macOS es continuaran comercialitzant principalment utilitzant noms de llançament com abans (en aquest cas, "Tahoe"), ja que creia que macOS "exigeix més" que només un número de versió.

## Característiques
macOS Tahoe introdueix diverses funcions i millores noves, principalment centrades en la interfície d'usuari:
- La interfície d'usuari s'ha redissenyat completament per primera vegada des de macOS Big Sur per utilitzar Liquid Glass, fent-la més coherent amb les altres plataformes d'Apple, que també el reben. La barra de menú ara és totalment transparent per defecte. El cursor s'ha redissenyat, ara té un aspecte més arrodonit. Les icones de les aplicacions s'han unificat amb iOS i iPadOS, i poden tenir variants fosques i tenyides tal com es va introduir a iOS amb iOS 18/iPadOS 18, així com una nova variant transparent.
- Alguns efectes de so del sistema s'han refinat.
- Les icones de carpeta s'han redissenyat i ara poden tenir colors, emblemes i emojis personalitzats, i també poden respectar el color d'accent. Ara també tenen animacions.
- La cerca de Spotlight s'ha redissenyat i incorpora accions ràpides, dreceres de "tecles ràpides", cerca a la barra de menú i integració amb Apple Intelligence.
- Moltes funcions d'iOS i iPadOS s'han incorporat al Mac, com ara les Activitats en directe i els indicadors compactes de brillantor/àudio.
- Les aplicacions Telèfon i Diari ara s'inclouen com a part del macOS. L'aplicació Telèfon utilitza Continuïtat per integrar-se amb l'iPhone.
- El Centre de control s'ha redissenyat i ara funciona de la mateixa manera que la versió d'iOS introduïda a iOS 18/iPadOS 18.
- El Launchpad, introduït a OS X Lion i que no ha canviat gaire després, s'ha eliminat i substituït per la funció Aplicacions, similar a la Biblioteca d'aplicacions, que s'utilitza a iOS des d'iOS 14 i a iPadOS des d'iPadOS 15. Està integrat a la interfície de Spotlight. Les aplicacions d'iPhone també apareixen a la llista d'aplicacions a través de Continuïtat des de l'iPhone de l'usuari i s'iniciaran a través de la rèplica de l'iPhone.[7]
- Àrees com el Centre de control, l'obertura d'aplicacions i la cerca Spotlight ara tenen més animació.
- Una aplicació Magnifier, senyals de moviment de vehicles, un lector d'accessibilitat per a tot el sistema i compatibilitat amb pantalles Braille formen part de les funcions d'accessibilitat ampliades.
- Algunes funcions de personalització de la pantalla de bloqueig a iOS/iPadOS s'han traslladat al Mac, com ara canviar el color i la font del rellotge.
- El terminal aconsegueix compatibilitat amb fonts de color de 24 bits i Powerline.[8]

### Funcions eliminades
- La versió Home només admet l'arquitectura redissenyada introduïda amb iOS 16 i macOS Ventura i finalitza la compatibilitat amb l'arquitectura antiga.
- S'ha eliminat el suport per a FireWire 400/800.[9]